# Tu scendi dalle stelle

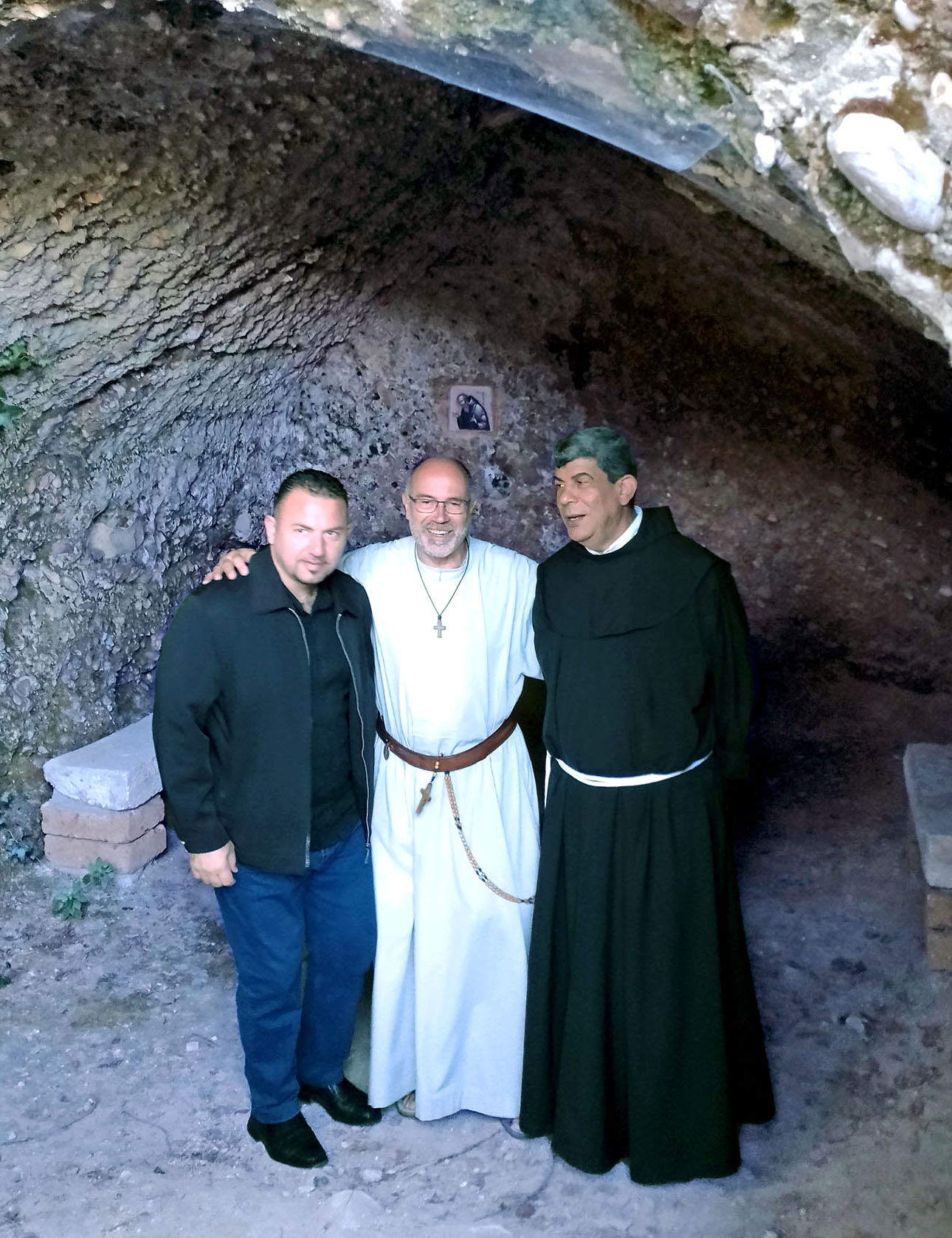
Il sindaco di Betlemme, Hanna Hanania, e il padre Ibrahim Falstas, Vicario Custode di Terra Santa, in visita alla Grotta del beato Felice da Corsano che nel natale del 1744 ispirò a S. Alfonso Maria de' Liguori la pastorale Tu scendi dalle stelle - Al centro, padre Luca Preziosi, rettore del santuario della Consolazione - Deliceto, 19 Settembre 2023.

Tu scendi dalle stelle, noto anche come Canzoncina a Gesù Bambino o semplicemente A Gesù Bambino, è un canto natalizio italiano, diffuso in tutta Italia.
Composta da Sant' Alfonso Maria de’ Liguori, Tu scendi dalle stelle è la più famosa pastorale natalizia italiana. Con il nome di Canzoncina a Gesù Bambino, il suo testo fu pubblicato per la prima volta a Napoli nel 1755 per i tipi dell’editore Benedetto Gessari, che ne inserì i versi nel libro di Sant'Alfonso Operette Spirituali, VI edizione.
Il vescovo iniziò la stesura del canto nel dicembre 1744 e la terminò nel 1747, durante un soggiorno nel Convento della Consolazione di Deliceto (provincia di Foggia), dov'egli venne chiamato per fondare la terza casa dei Redentoristi. Per comporlo, Sant'Alfonso trasse ispirazione dalla grotta situata sotto le strutture dell'omonimo convento e inglobata nella piccola chiesa dedicata al beato Felice da Corsano (da cui la sacra spelonca prendeva il nome), inoltre prese spunto da un altro canto natalizio, scritto da lui stesso in lingua napoletana negli anni precedenti e di cui modificò le parole e in parte la melodia: Quanno nascette Ninno.
Fino al novembre del 2023, il luogo d'ispirazione e di composizione era dibattuto tra Deliceto (che già ne vantava la lunga e costante tradizione) e Nola (provincia di Napoli), in quanto quest'ultima venne indicata quale patria della pastorale in un libro del 1857, ove si dice che il santo la compose mentre era ospite di don Michele Zamparelli nel corso d'un impegno missionario; tuttavia, ultimi approfondimenti storici, che individuano in un manoscritto di fine XVIII secolo la fonte di questa notizia, dimostrano che l’episodio di Casa Zamparelli si verificò solo nel 1759, ossia circa quindici anni dopo la composizione del canto e quattro anni dopo la pubblicazione delle Operette Spirituali.

## Testo e melodia

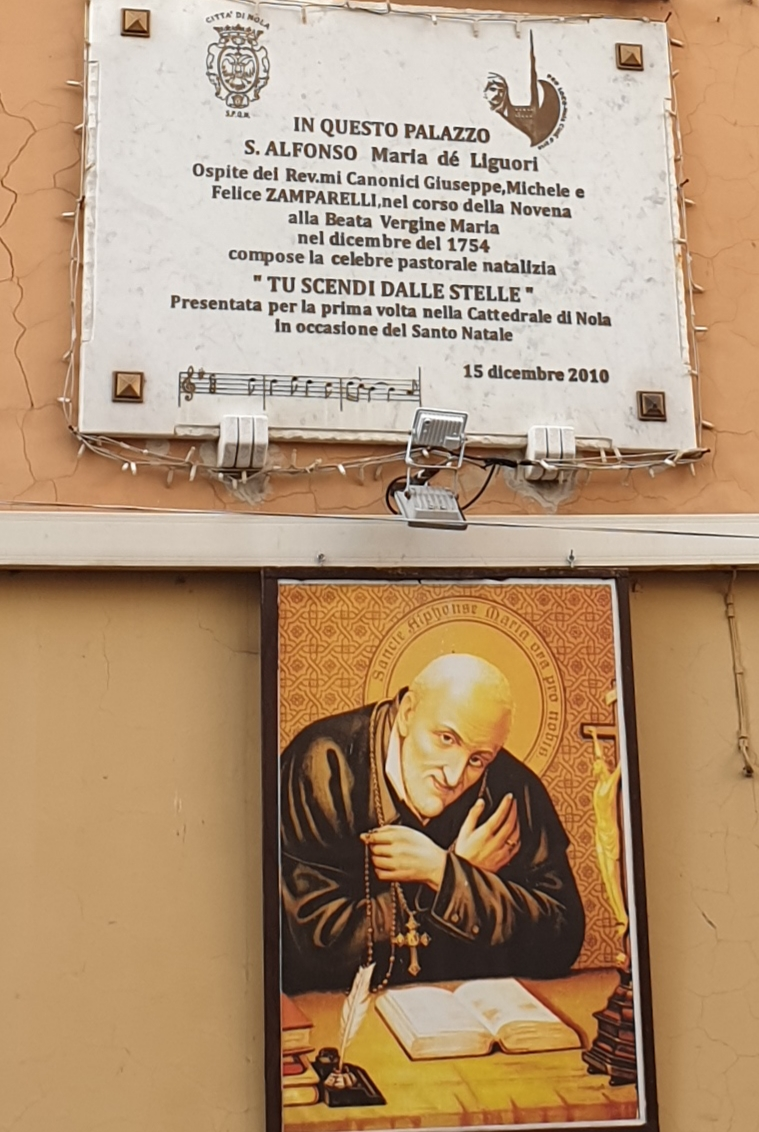
Targa che ricorda la scrittura della canzone Tu scendi dalle stelle, posta a Nola, all'inizio del corso Tommaso Vitale

Il testo è composto da sette strofe di sei versi ciascuna: i primi due versi di ogni strofa sono endecasillabi a rima baciata; il terzo e il quarto verso sono ottonari, il primo spesso con rima interna (Bambino: divino, eletto: pargoletto, amore: core, ecc.,) il secondo tronco (tremar, povertà, trasportò, ecc.); il quinto verso è un quinario che rima con il sesto verso, endecasillabo. Lo schema complessivo si può pertanto riassumere così: AAb(b)cC. Tale schema è particolarmente complesso, e non sembra avere precedenti illustri nella tradizione letteraria.
Il testo presenta numerose varianti (riportate in calce) a seconda delle edizioni, frutto in parte d'interventi successivi dello stesso autore, ma altre da attribuire senz'altro alla tradizione popolare che presto s'impadronì del brano.
| Tu scendi dalle stelle, o Re del cielo, e vieni in una grotta al freddo e al gelo, e vieni in una grotta al freddo e al gelo. O Bambino mio divino, io ti vedo qui tremar; o Dio beato! Ahi quanto ti costò l'avermi amato! A te, che sei del mondo il Creatore, mancâro panni e foco, o mio Signore, mancâro panni e foco, o mio Signore. Caro eletto pargoletto, quanto questa povertà più m'innamora, giacché ti fece amor povero ancora, giacché ti fece amor povero ancora. Tu lasci il bel gioir del divin seno, per venir a penar su questo fieno, per venir a penar su questo fieno. Dolce amore del mio core, dove amor ti trasportò? O Gesù mio, perché tanto patir? Per amor mio! Ma se fu tuo voler il tuo patire, perché vuoi pianger poi, perché vagire? Sposo mio, amato Dio, mio Gesù, t'intendo sì! Ah, mio Signore, tu piangi non per duol, ma per amore, tu piangi non per duol, ma per amore. Tu piangi per vederti da me ingrato dopo sì grande amor, sì poco amato, dopo sì grande amor, sì poco amato! O diletto del mio petto, se già un tempo fu così, or te sol bramo: caro non pianger più, ch'io t'amo e t'amo, caro non pianger più, ch'io t'amo e t'amo. Tu dormi, Ninno mio, ma intanto il core non dorme, no, ma veglia a tutte l'ore, non dorme, no, ma veglia a tutte l'ore. Deh, mio bello e puro Agnello, a che pensi? dimmi tu. O amore immenso, "Un dì morir per te" – rispondi – "io penso", "Un dì morir per te" – rispondi – "io penso". Dunque a morire per me, tu pensi, o Dio ed altro, fuor di te, amar poss'io? O Maria, speranza mia, s'io poc'amo il tuo Gesù, non ti sdegnare amalo tu per me, s'io nol so amare! | Audio playback is not supported in your browser. You can download the audio file. |

1. ↑  Variante: Non sono panni e foco.
2. ↑  Variante: Tu, che godi il gioir nel divin seno, come vieni penar su questo fieno; altrove: Tu lasci il bel gioir del divin seno, per venir a penar su questo fieno.
3. ↑  Variante: Ed altr'oggetto amar come poss' io?[8]

## Versioni moderne ed interpretazioni
Di seguito alcune popolari incisioni moderne del canto:
- Claudio Villa Le intramontabili[9] (1958)
- Topo Gigio con Hugo Blanco Topo Gigio en Navidad[10] (1961)
- Nini Rosso Buon Natale da Nini Rosso[11] (1966)
- Luciano Pavarotti Carnival![12] (1997)
- I Piccoli Cantori di Torino Buon Natale[13] (2011)

Il compositore italiano Ottorino Respighi, inoltre, ha adattato la linea vocale del canto nel suo poema sinfonico Trittico Botticelliano, P 151; l'opera è ispirata a tre celebri dipinti di Sandro Botticelli (la Primavera, l'Adorazione dei Magi e la Nascita di Venere), e il tema di Tu scendi dalle stelle compare nel secondo movimento.
La canzone è stata poi interpretata anche dal Piccolo Coro dell'Antoniano.